# 德米特里夫卡 (奧恰基夫區)
46°38′2″N 31°44′6″E / 46.63389°N 31.73500°E
德米特里夫卡（烏克蘭語：Дмитрівка）是位於烏克蘭南部尼古拉耶夫州裏尼古拉耶夫區的村莊，面積1.12平方公里，海拔高度39米，2001年人口1,193，人口密度每平方公里1,065.2人。